# Словник даних
Словник даних або сховище метаданих, як це визначено в Словнику обчислень IBM, є "централізованим сховищем інформації про такі дані, як значення, відношення до інших даних, походження, використання та формат".  Oracle визначає його як набір таблиць з метаданими. Термін може мати одне з декількох близьких значень, що відносяться до баз даних і систем управління базами даних (СУБД): 
- Документ, що описує базу даних або колекцію баз даних
- Вбудований компонент СУБД, необхідний для визначення його структури
- Частина проміжного програмного забезпечення, що розширює або витісняє рідний словник даних СУБД

## Документація
Терміни словник даних і сховище даних вказують на більш загальну утиліту програмного забезпечення, ніж каталог. Каталог тісно пов'язаний з програмним забезпеченням СУБД. Він надає користувачеві та адміністратору баз даних інформацію, що зберігається в ній, але в основному доступ до цієї інформації надається різноманітними програмними модулями самої СУБД, таких як компілятори DDL і DML, оптимізатор запитів, процесор транзакцій, генератори звітів і енфорсер обмежень. З іншого боку, словник даних - це структура даних, яка зберігає метадані, тобто (структуровані) дані про інформацію. Пакет програмного забезпечення для автономного словника даних, або сховища даних може взаємодіяти з програмними модулями СУБД, але в основному використовується дизайнерами, користувачами та адміністраторами комп'ютерної системи для управління інформаційними ресурсами. Ці системи підтримують інформацію про конфігурацію апаратного та програмного забезпечення системи, документацію, програм і користувачів, а також іншу інформацію, що стосується системного адміністрування. 
Якщо система словника даних використовується лише дизайнерами, користувачами та адміністраторами, а не програмним забезпеченням СУБД, вона називається пасивним словником даних. В іншому випадку він називається активним словником даних або словником даних. Коли пасивний словник даних оновлюється, це здійснюється вручну і незалежно від будь-яких змін структури СУБД (бази даних). За допомогою активного словника даних словник спочатку оновлюється, і в результаті відбувається автоматичне зміна у СУБД. 
Користувачі баз даних і розробники додатків можуть скористатися авторитетним документом словника даних, який каталогізує організацію, вміст і конвенції однієї або більше баз даних.  Зазвичай це включає в себе імена та описи різних таблиць (записів або об'єктів) та їх вмісту ( полів ) плюс додаткові деталі, такі як тип і довжина кожного елемента даних . Іншою важливою інформацією, яку може забезпечити словник даних, є взаємозв'язок між таблицями. Це іноді згадується в діаграмах Entity-Relationship, або якщо використовується дескриптор Set, що визначає, у яких таблицях баз даних Sets беруть участь. 
У активному словнику даних обмеження можуть бути розміщені на базові дані. Наприклад, діапазон може бути накладений на значення числових даних у елементі даних (поле), або запис у таблиці може бути примушений(FORCED) до участі у встановленому співвідношенні з іншим записом. Крім того, розподілена СУБД може мати певну специфіку розташування, описану в його активному словнику даних (наприклад, у місці фізичного розташування Таблиць). 
Словник даних складається з типів записів (таблиць), створених у базі даних за допомогою файлів команд, сгенерованих системою, пристосованих для кожної підтримуваної back-end СУБД. Oracle має  список конкретних переглядів для користувача "sys". Це дозволяє користувачам шукати конкретну інформацію. Файли команд містять оператори SQL для CREATE TABLE, CREATE UNIQUE INDEX, ALTER TABLE (для цілісності посилань) тощо. , використання певного оператора вимагається цим типом бази даних.   
Не інує загального стандарту рівня деталізованості в такому документі. 

## Проміжне програмне забезпечення
При побудові додатків до баз даних може бути корисно ввести додатковий шар програмного забезпечення словника даних, тобто проміжного програмного забезпечення, який зв'язується з базовим словником даних СУБД. Такий словник "високого рівня" може запропонувати додаткові можливості та ступінь гнучкості, що виходить за межі обмежень рідного "низького рівня" словника даних, основною метою якого є підтримка основних функцій СУБД, а не вимоги конкретної програми. Наприклад, словник даних високого рівня може забезпечити альтернативні моделі зв'язків між особами, пристосовані до різних додатків, які мають спільну базу даних.  Розширення словника даних також можуть допомогти в оптимізації запитів щодо розподілених баз даних .  Крім того, функції DBA часто автоматизуються за допомогою інструментів реструктуризації, які тісно пов'язані з активним словником даних. 
Програмні фреймворки, спрямовані на швидку розробку додатків, іноді включають засоби словника даних високого рівня, які можуть істотно зменшити обсяг програмування, необхідний для створення меню, форм, звітів та інших компонентів програми бази даних, включаючи саму базу даних. Наприклад, PHPLens включає в себе PHP бібліотеки класів для автоматизації створення таблиць, індексів і зовнішніх ключів обмежень портативно для декількох баз даних.  Інший словник даних на основі PHP, що входить до складу інструментарію RADICORE, автоматично генерує програмні об'єкти, сценарії та код SQL для меню та форм з перевіркою даних і складними об'єднаннями .  Для середовища ASP. NET словник даних Base One надає можливості крос-СУБД для автоматизованого створення бази даних, перевірки даних, підвищення продуктивності ( кешування та використання індексів), захисту програм і розширених типів даних .  Функції Visual DataFlex  надають можливість використовувати словники даних як файли класу для формування середнього шару між інтерфейсом користувача та базовою базою даних. Метою є створення стандартизованих правил для збереження цілісності даних та забезпечення дотримання правил ведення бізнесу в одній або декількох пов'язаних з ними програмах. 

## Приклади, специфічні для платформи
Розробники використовують специфікацію опису даних ( DDS ) для опису атрибутів даних у дескрипторах файлів, які є зовнішніми для прикладної програми, що обробляє дані. В контексті IBM System i .  Таблиця sys.ts $ в Oracle зберігає інформацію про кожну таблицю бази даних. Вона є частиною словника даних, створеного під час створення бази даних Oracle . 